# Nořičí hora
Nořičí hora (1047 m n.p.m.) – szczyt w Beskidzie Morawsko-Śląskim, na Morawach, w Czechach, ok. 3 km na południowy wschód od Trojanovic, 1,5 km na północ od góry Tanečnice. Na szczycie znajduje się wieża triangulacyjna.
Na szczycie i przyległych stokach znajduje się rezerwat przyrody o tej samej nazwie.